# Беседа трёх святителей
«Беседа трёх святителей» — распространённый памятник в древнерусской письменности, состоящий из вопросов и ответов, изложенных от имени трёх святых православной церкви — Василия Великого, Григория Богослова и Иоанна Златоуста. Однако под этим названием в рукописной традиции известны различные сочинения: диалог Григория Богослова и Василия строго догматического характера, переводное «Устроение словес Василия и Григория Феолога, Иоанна» и собственно «Беседа трёх святителей», древнейшие русские списки которой относятся к XV веку.
С XIV века или ранее «Беседа» начинает включаться в списки (индексы) отреченных книг. В числе «ложных писаний», которых «не достоит держати», помещена она в списке — «О Василии Кесарийском и о Иване Златоусте и о Григорие Богослове вопросы и ответы о всем лгано». Здесь «Беседа» приписана болгарскому ересиарху Иеремии, сборники сочинений которого известны уже в XIII—XIV веках.

## Сюжет
«Беседа трёх святителей» — это разговор между богословами Василием, Григорием и Златоустом, которые неизвестно когда, где и почему собрались вместе. «Беседа» гораздо обширнее «Повести града Иерусалимского» и имеет намного больше вопросов и ответов; причём вопросы сложнее и замысловатее: в повести почти все вопросы сводятся к тому, который предмет всем однородным предметам мать? В «Беседе» же такие, например, загадки:
- «что есть 2 стояше, 5 обличаше, а 12 дивляхуся?», ответ: «Христос обличи жену самаряныню пятию мужи, апостоли же дивляхуся»;
- «стоял град на пути, а пути к нему нет, прииде к нему посол нем, принесе грамоту неписаную»; ответ: «град бысть Ноев ковчег, а посол голубь, принесе сучец масличный».[1]

Согласно «Беседе трёх святителей», Земля плавает поверх великого моря и основана на трёх больших китах и на 30 малых; последние прикрывают собой 30 морских оконцев; «емлют те киты десятую часть райского благоухания и от того сыты бывают».

## Особенности списков
Один из вариантов «Беседы трёх святителей», списки которого, как правило, имеют самозаглавие:  «Беседа трёх святитель Григорья Богослова, Иоана Златаустаго, Василья Кесарийского от патерика Римскаго» (начало: «Григорей рече: Кто первие Бога нарече на земли…»), А. С. Архангельский отнёс ко второй условно выделяемой им группе списков памятника, получившей наибольшее распространение в русской книжности начиная с XV века. Текст этой группы списков представляет собой не только традиционные для памятника вопросы-ответы в форме загадок, но и  дополняется различного рода толкованиями Святого Писания, а также притч и аллегорий. Такое аллегорическое с апокрифическими мотивами толкование Евангельского текста (Откр. 20:6—7) представляет собой параллель к части текста апокрифа «О всей твари». Здесь описываются великое море, на котором плавает земля, огненная река и стоящий в океане железный столп, к которому привязан Сатана; столп родственен адамантову (алмазному) столпу статьи «О всей твари». Образ адаманта в сочетании с топосом «непоколебимый столп» находит себе параллель и в канонической агиографической традиции, обозначая крепость и непоколебимость в вере святого. Истоки этого топоса восходят к библейской «адамантовой ограде» из видения пророка Амоса (Амос. 7:7—8). Топос имел широкое распространение в византийской традиции, откуда попал в памятники славянской агиографии. С адамантом, как правило, сравнивается святой, имеющий дар побеждать бесов. Адамантов столп представляет собой архаичный мотив и сходен с мировым древом — вертикалью, соединяющей горний и дольный миры.
Вопрос об устоях земли представляется различно в богословско-догматической и апокрифической традициях в зависимости от толкования ветхозаветного текста: «Премудрость созда себѣ храм и утверди столпъ седмь» (Прит. 9:1) и «Основаяй землю на тверди ея» (Пс. 103:5). Для апокрифической  традиции характерно буквальное толкование: водное пространстве, на котором плавает земля («Книга Еноха»), рассказы о семи столпах, держащих  землю. Этот мотив встречается в «Беседе трёх святителей».